# میکولا پاولنکو
نیکولای پاولنکو (انگلیسی: Mykola Pavlenko؛ زادهٔ ۷ مهٔ ۱۹۷۹) بازیکن فوتبال اهل اوکراین است.
از باشگاه‌هایی که در آن بازی کرده‌است می‌توان به باشگاه فوتبال نوبهار نمنگان، باشگاه فوتبال آرسنال کی‌یف، باشگاه فوتبال اسپارتاک مسکو، باشگاه فوتبال زسکا روستوف-نا-دونو، و باشگاه فوتبال نسف قرشی اشاره کرد.